# Peter Sattmann
Peter Sattmann, né le 26 décembre 1947 à Zwickau (Allemagne), est un acteur allemand.

## Biographie et carrière
Peter Sattmann, né à Zwickau en 1947, s’installe à l’âge de neuf ans, avec ses parents Gerda et Ferdinand Sattmann à Friedrichshafen, sur le lac de Constance. 
Il apprend le métier d’acteur à la Neue Münchner Schauspielschule de Munich. En 1975 et 1977, il est élu acteur de l’année au Staatstheater de Stuttgart. Sa première fille Katrin Sattmann nait en 1970.
Il est bien connu grâce au feuilleton franco-allemand Le grand secret, il tourne également dans plusieurs séries télévisées allemandes.
Il a été marié a Katja Riemann de 1990 à 1999 et est le père de Paula Riemann.
Son autobiographie paraît en 2019 sous le titre Mein Leben ist kein Drehbuch (Ma vie n'est pas un scénario).

## Filmographie (sélection)
- 1977: Les frères
- 1977: Tod oder Freiheit
- 1983: Un cas pour deux : Zweilicht (série télévisée)
- 1986: Les routiers (série télévisée)
- 1986: Le Renard: Tödliche Freundschaft (série télévisée)
- 1989 : Le grand secret (série télévisée)
- 1990: Inspecteur Derrick : Des Menschen Feind (Lissy) (série télévisée) [1]
- 1991: Inspecteur Derrick : Das Lächeln des Dr. Bloch (le sourire du Docteur Bloch) (série télévisée)

- 1993: Abgeschminkt!
- 1993: Charlemagne, le prince à cheval (TV)
- 1997: Liebling Kreuzberg : Lieblings neues Glück (série télévisée)
- 1999: Tatort : Traumhaus (série télévisée)
- 1999: Polizeiruf 110 : Kopfgeldjäger (série télévisée)
- 2000 : Adelheid und ihre Mörder :  Glas in Gelee (série télévisée)
- 2009 : L'amour l'emportera (Lass es Liebe sein) (TV)
- 2009 : Ma mère et mes sœurs (Mia und ihre Schwestern) (TV)
- 2009 : Lune de miel à Marrakech (Hochzeitsreise nach Marrakesch)     (TV)
- 2010 : Un été à Marrakech (Ein Sommer in Marrakesch) (TV)
- 2012: Mann tut was Mann kannGlas in Gelee
- 2015: Tatort: RoomserviceGlas in Gelee (série télévisée)
- 2018: Tatort : KopperGlas in Gelee (série télévisée)